# Trzeci rząd Poula Schlütera
Trzeci rząd Poula Schlütera – rząd Królestwa Danii istniejący od 3 czerwca 1988 do 18 grudnia 1990. Powstał po wyborach parlamentarnych w 1988. Tworzony był przez Konserwatywną Partię Ludową (K), liberalne ugrupowanie Venstre (V) oraz socjalliberalną Radykalną Lewicę (RV). Został zastąpiony przez czwarty rząd tegoż premiera.

## Skład rządu
| Funkcja                                             | Minister | Partia |
| --------------------------------------------------- | --- | ------ |
| Premier                                             | Poul Schlüter | K      |
| Minister spraw zagranicznych                        | Uffe Ellemann-Jensen | V      |
| Minister finansów                                   | Palle Simonsen (do 30 października 1989) Henning Dyremose (od 30 października 1989)                                                   | K      |
| Minister gospodarki                                 | Niels Helveg Petersen | RV     |
| Minister sprawiedliwości                            | Erik Ninn-Hansen (do 10 stycznia 1989) H.P. Clausen (od 10 stycznia 1989 do 5 października 1989) Hans Engell (od 5 października 1989) | K      |
| Minister ds. podatków                               | Anders Fogh Rasmussen | V      |
| Minister obrony                                     | Knud Enggaard | V      |
| Minister edukacji i badań naukowych                 | Bertel Haarder | V      |
| Minister Zdrowia                                    | Elsebeth Kock-Petersen (do 7 grudnia 1989) Ester Larsen (od 7 grudnia 1989)                                                           | V      |
| Minister rybołówstwa                                | Lars P. Gammelgaard (do 5 października 1989) Kent Kirk (od 5 października 1989)                                                       | K      |
| Minister pracy                                      | Henning Dyremose (do 30 października 1989) Knud Erik Kirkegaard (od 30 października 1989)                                             | K      |
| Minister spraw wewnętrznych i współpracy nordyckiej | Thor Pedersen | V      |
| Minister transportu                                 | H.P. Clausen (do 10 stycznia 1989) Knud Østergaard (od 10 stycznia 1989)                                                              | K      |
| Minister komunikacji                                | H.P. Clausen (do 10 stycznia 1989) Torben Rechendorff (od 10 stycznia 1989)                                                           | K      |
| Minister ds. kościelnych                            | Torben Rechendorff | K      |
| Minister przemysłu                                  | Nils Wilhjelm (do 2 grudnia 1989) Anne Birgitte Lundholt (od 2 grudnia 1989)                                                          | K      |
| Minister mieszkalnictwa                             | Agnete Laustsen | K      |
| Minister rolnictwa                                  | Laurits Tørnæs | V      |
| Minister energii                                    | Jens Bilgrav-Nielsen | RV     |
| Minister kultury                                    | Ole Vig Jensen | RV     |
| Minister środowiska                                 | Lone Dybkjær | RV     |
| Minister spraw społecznych                          | Aase Olesen | RV     |